# Andreas Jungdal
Andreas Jungdal, né le 22 février 2002 à Singapour, est un footballeur danois qui joue au poste de gardien de but au KVC Westerlo.

## Biographie

### En club
Andreas Jungdal est né à Singapour, lorsque son père Christian était en poste là-bas au Lego Group. Sa famille fait son retour au Danemark où Jungdal commence le football avec le Skibet IF avant d'être repéré par le Vejle BK, qu'il rejoint ensuite en 2013 pour y poursuivre sa formation.
Lors de l'été 2019, Jungdal rejoint l'Italie en signant avec l'AC Milan. Il joue dans un premier temps avec l'équipe des moins de 18 ans du club, puis avec la Primavera avant d'être intégré à l'équipe première par Stefano Pioli en 2021, étant le quatrième choix derrière Mike Maignan, Ciprian Tătărușanu et Alessandro Plizzari au poste de gardien de but. Il apparait ainsi à plusieurs reprises sur le banc des remplaçants, sans jamais entrer en jeu.
Le 10 janvier 2023, lors du mercato hivernal, Andreas Jungdal est prêté par l'AC Milan au SCR Altach, en Autriche, jusqu'à la fin de la saison. Le club dispose d'une option d'achat sur le joueur,.
C'est avec ce club qu'il fait ses débuts en professionnel, jouant son premier match le 12 février 2023, lors d'une rencontre de championnat, face au LASK. Il est directement titularisé lors de ce match perdu par son équipe par un but à zéro.
Le 10 août 2023, Andreas Jungdal quitte définitivement l'AC Milan pour rejoindre l'US Cremonese, club avec lequel il signe un contrat de trois ans, soit jusqu'en juin 2026,.
Le 16 janvier 2025, lors du mercato hivernal, Andreas Jungdal est prêté avec option d'achat par l'US Cremonese en Belgique, au KVC Westerlo, jusqu'à la fin de la saison,.
Ayant convaincu durant son prêt à Westerlo, Jungdal voit l'option d'achat levée par le club belge le 18 juin 2025, où il signe donc définitivement pour un contrat de trois ans, soit jusqu'en juin 2028.

### En sélection
Andreas Jungdal représente l'équipe du Danemark des moins de 17 ans. Il joue au total cinq matchs avec cette sélection entre 2018 et 2019.
Il joue son premier match avec l'équipe du Danemark espoirs, le 20 novembre 2022, lors d'un match amical face à la Hongrie où il est titularisé. Les jeunes danois s'imposent sur le score de trois buts à zéro ce jour-là.